# Claude Casadesus
Pour les articles homonymes, voir Casadesus.
Pour les autres membres de la famille, voir Famille Casadesus.
 (juin 2017).
Si vous disposez d'ouvrages ou d'articles de référence ou si vous connaissez des sites web de qualité traitant du thème abordé ici, merci de compléter l'article en donnant les références utiles à sa vérifiabilité et en les liant à la section « Notes et références ».
Claude Casadesus est un violoncelliste français né le 8 juillet 1913 et mort le 20 mars 1997. Il est le fils du violoncelliste Marcel Casadesus, le cousin germain de Gisèle Casadesus et de Robert Casadesus, et le père du réalisateur Patrice Casadesus.
Pupille de la nation, il est prix du conservatoire royal de Liège en 1934 où il reçut l'enseignement d'Hubert Rogister et prix de musique de chambre en 1937. Il fera carrière à la RTF puis à l'ORTF.